# Ann Tiné
Ann Tiné, pseudonyme d’Anne Marie France Tiné, née le 30 mars 1916 à Alger et morte le 29 janvier 1990 à Cassis, est une sculptrice et graveuse française.
Son œuvre s'inscrit dans la mouvance non-figurative des années 1950 et 1960.

## Biographie
Annie Tiné naît le 30 mars 1916 à Alger. Elle passe son enfance à El Biar, puis suit les cours de l'École supérieure des beaux-arts d'Alger et apprend la taille de la pierre dans une entreprise funéraire. Dans les années 1930, elle fréquente le groupe d'écrivains, urbanistes, peintres et sculpteurs que forment à Alger Louis Bénisti, Jean de Maisonseul, René-Jean Clot, Max-Pol Fouchet et Albert Camus autour d'Edmond Charlot.
En 1938, Ann Tiné s’installe à Paris et suit l’enseignement de Robert Wlérick, travaillant également à l’Académie de la Grande Chaumière avec Charles Despiau puis Fernand Léger. Elle y rencontre le peintre et pédagogue Pierre Hussenot (1910-1999) qu’elle épouse en 1943, puis partage son travail entre son atelier parisien, pour le modelage et le dessin, et son atelier de Cassis, pour le travail de la pierre et la gravure.
Ann Tiné expose en 1958 à la galerie Colette Allendy. Elle participe par la suite au Salon de la jeune sculpture à partir de 1960, au Salon des réalités nouvelles et au Salon Comparaisons. En 1966, Ann Tiné expose à la galerie de l'Université à Paris.
En 1967, le musée d'Art moderne de Paris fait l'acquisition de sa sculpture Maïré qui porte le nom de sa propriété à Cassis.
À partir de 1980, Ann Tiné expose et présente en permanence des œuvres à la galerie Nane Stern. Elle participe alors à des expositions internationales, notamment à Stockholm et à New York. Elle pratique aussi le dessin et la gravure pour son propre plaisir, sans les présenter en public.
Ann Tiné meurt le 29 janvier 1990 à Cassis. Un hommage lui est rendu en novembre de la même année au 44e Salon des Réalités Nouvelles.
Un catalogue raisonné de son œuvre est en préparation par son fils Jérôme Hussenot.

## Expositions

### Expositions personnelles
- 1958 : Sculptures, galerie Colette Allendy, Paris[11].
- 1964 : Bronzes, galerie des Arts, Alès.
- 1966 : Sculptures, galerie de l'Université, Paris.
- 1974 : Sculptures, aluminiums, galerie Jacques Massol, Paris.
- 1980 : Pierres, galerie Nane Stern, Paris.
- 1983 : Bronzes, terres cuites, galets, galerie Nane Stern, Paris[8].
- 1984 : Sculptures peintes, galerie Nane Stern, Paris.
- 1987 : Petits marbres, galerie Nane Stern, Paris.

### Expositions collectives
- depuis 2024 : Musée d'art et d'histoire de Meudon, salle "Salon de la jeune sculpture" , 3 maquettes : Paix, 1963 ; Totem, 1968 ; Le mur de la lune, 1969.
- 2005 : Mont-de-Marsan Sculptures, exposition triennale dans la ville, 6e édition : « Parcours »[12].
- 1990 : Hommage à Ann Tiné, 44e Salon des Réalités Nouvelles, Grand Palais, Paris.
- 1988 : L'Art pour la vie, École nationale supérieure des beaux-Arts, Paris[13].
- 1987 : ouverture de la nouvelle galerie Nane Stern Bastille, Paris.
- 1983 : International Art Expo, Stockholm, Suède[14].
- 1982 : Art expo, New York Coliseum, États-Unis.
- 1982 : Le bronze, ses applications artistiques, galerie Bernheim-Jeune, Paris.
- 1981 : Bilan de l’Art contemporain, Québec, Canada.
- 1977 : Contradictions, Centre américain, Paris.
- 1964 : Sculpture contemporaine, Adam, Arp, Calder, Gaudier, Giacometti, Jacobsen, Lardera, Laurens, Lipchitz, É. Martin, Noll, Philolaps, Penalba, Picasso, G. Richier, Sclegel, Székely, Tiné, Zadkine, Centre culturel du Languedoc, Montpellier.
- 1964-1971 : Salon Comparaisons, Paris[5].
- 1963 : Salon d'automne, Grand Palais, Paris.
- 1962 : Exposition internationale du petit bronze, musée d'Art moderne de Paris.
- 1961, 1971, 1972[15], 1989 : Salon des Réalités Nouvelles, Paris.
- 1960[16], 1965, 1966, 1967, 1969[17], 1971, 1972 : Salon de la jeune sculpture, Paris.
- 1957 : Peintures et Sculptures de petits formats, galerie Jacques Massol, Paris.
- 1943 : Salon des Tuileries, palais de Tokyo, Paris[18].
- 1939 : Salon de la Société des Artistes Algériens Orientalistes, Alger[19]
- 1937 : pavillon des Beaux-Arts de l'Algérie, Exposition universelle, Paris[19].
- 1935 : Société des peintres orientalistes français, 1er Salon de la France d'Outre-Mer, Grand Palais, Paris[19].

## Réception critique
« Toujours dans des dimensions réduites des œuvres de Tiné, élève de Arp, en masses lavées ou en étirements, ornent le jardin de Colette Allendy »

— P.-M.G., Le Monde, 24 octobre 1958.

« Si l'on trouve encore quelques réminiscences d'expressions étrangères, dans cette œuvre, dont tout permet d'augurer qu'elle ne tardera pas à devenir rigoureusement originale, c'est plutôt à Henri Laurens qu'il faudrait songer. Toutefois il convient de remarquer que ces réflexions ne s'appliquent qu'aux sculpture relativement anciennes. Dans les dernières, au contraire, dépouillées de toute influences, construites avec une intelligente et sensible autorité, et dont les volumes, quoique abstraits, conservent comme un parfum de nature, se manifeste un très vif sens plastique et poétique. »

— Denys Chevalier, Combat, octobre 1958.

« Ne nous révélerait-il que 4 ou 5 talents, ce salon international sera nécessaire. Et si le baroque et le pathos y dominent, on y rencontre en revanche des artistes qui recherchent, avec plus ou moins de bonheur, la pureté du style, tels Gilioli, Adam-Tessier, Diska, Philolaos, Tiné »

— Carrefour, 11 mai 1960.

« TINÉ pratique un art construit, dense et équilibré dont l’abstraction, avec beaucoup de sensibilité, frôle la symétrie sans jamais y succomber. Dans le lyrisme contenu de cette abstraction, par ailleurs, la tension des plans et l'exactitude de leurs articulations, ainsi que l'harmonieuse simplicité des structures, recouvrent, finalement, quelque chose de plus important qu'elles : une émotion profondément ressentie. Car ces œuvres, si fortement pensées et élaborées qu'elles soient, et par delà la précision de leurs rapports de proportion, sont bien davantage que des architectures satisfaisantes pour l'esprit mais désertes. Elles sont habitées. »

— Denys Chevalier, Ann Tiné, Sculptures, Galerie de l'Université, Paris, 1966, carton d'invitation.

« Les sculptures de Tiné à la Galerie de l'Université sont des petits formats qui possèdent également cette grâce féminine, sans rien perdre de leur densité. Les formes polies captent la lumière et la forcent à un dialogue émouvant avec leur matériau. »

— Jacques Lambert, Combat, 27 juin 1966, p. 9.

« Nane Stern présente neuf sculptures de Tiné du 17 juin au 5 juillet. Les volumes abstraits et massifs captent la lumière selon un jeu subtil de pleins et de creux, accentué encore par les arêtes vives des formes. »

— L'œil, no 299, juin 1980.

« Cet art solide [collages d'Anna Shanon] fait bon ménage avec des sculptures de Tiné, bronzes, terres cuites et galets de belle taille, quelque peu tatoués ou scarifiés, porteurs de messages sibyllins. »

— Jean-Marie Dunoyer, Le Monde, 1er novembre 1983.

## Œuvres dans les collections publiques
- Calais, musée des Beaux-Arts : Le Chevalier de l’ombre, 1969, bronze, 35 × 25 × 16 cm, no inv. 994.18.1.
- Meudon, musée d'art et d'histoire de Meudon[22] : 
  - Paix, 1963, plâtre, 25 × 13 × 10 cm, no inv. 2024-2-1 ;
  - Totem, 1968, plâtre peint (rouge et noir), 41 × 16 × 10 cm, no inv. 2024-2-3 ;
  - Le mur de la lune, 1969, ciment-pierre, 14 × 49 × 11 cm, no inv. 2024-2-2.
- Mont-de-Marsan, musée Despiau-Wlérick[23] :  
  - L'Orante, 1957, bronze, 24 × 30 × 19 cm, no inv. MM 96.8.1 ;
  - Sans titre, 1970, marbre blanc, 35 × 22 × 14 cm, no inv. MM 96.8.2 ;
  - Sans titre, 1988, pierre rose de Caro, 23 × 16 × 15,5 cm, no inv. MM 96.8.3 ;
  - Le Jardinier du ciel, 1965, bronze, 28 × 30 × 13 cm, no inv. MM 96.8.4 ;
  - Oblique, 1982, bronze à patine dorée, 19 × 26 × 19 cm, no inv. MM 96.8.5 ;
  - Sans titre, 1970, pierre du Gard, 26,5 × 25 × 11 cm, no inv. MM 96.8.6 ;
  - Relief, 1988, bronze, 19,5 × 8 × 5,5 cm, no inv. MM 96.8.7 ;
  - Sans titre, 1986, bronze, 20 × 22 × 18 cm, no inv. MM 96.8.8 ;
  - Sans titre, 1984, ciment teinté, 20 × 27,5 × 16 cm, no inv. MM 96.8.9 ;
  - Petit homme de la nuit 1, 1967, résine orange, 48 × 34 × 23 cm, no inv. MM 96.8.10.1 ;
  - Petit homme de la nuit 2, 1967, résine bleue, 47 × 40 × 22 cm, no inv. MM 96.8.10.3 ;
  - Petit homme de la nuit 3, 1967, résine noire, 48 × 33 × 22 cm, no inv. MM 96.8.10.2 .
- Paris :
  - département des estampes et de la photographie de la Bibliothèque nationale de France : 10 estampes, années 1980, aquatinte[9].
  - hôtel de Brienne, ministère des Armées : Sans titre, pierre du Gard, 35 × 32 × 15 cm, no inv. 10216, dépôt du Centre national des arts plastiques depuis 2007[24].
  - musée d'Art moderne de Paris : Maïré, 1966, bronze, 90 × 65 × 37 cm, no inv. AMS 449[6].